# Kokane
Kokane, de son vrai nom Jerry B. Long, Jr, né le 10 mars 1969 à Pomona en Californie, est un rappeur américain. Durant sa carrière, il travaille avec de nombreux artistes renommés tels qu'Above the Law, N.W.A., Eazy-E, Snoop Dogg, Dr. Dre, Tha Eastsidaz, Cypress Hill, Ice Cube, E-40, Kurupt, Daz Dillinger, Nipsey Hussle et bien d'autres. Il poursuit actuellement sa carrière et contribue toujours à la scène rap West Coast.

## Biographie
Jerry B. Long, Jr. est né en 1969 à Pomona en Californie, et est le fils du membre de Motown Jerry Long,. Il commence sa carrière comme chanteur au milieu des années 1980 alors que la scène rap émerge peu à peu dans la ville de Los Angeles, avant de signer chez Ruthless Records (label d'Eazy-E) en 1991. Son premier single, Nickel Slick Nigga, est alors publié sur la bande originale du film Dernière limite (Deep Cover).
En 1991, Long, Jr. publie son premier album, Addictive Hip Hop Muzick, sous le nom de Who Am I?, produit par Cold 187um et Above the Law. Son style est très influencé par la scène funk des années 1970, d'où son approche vocale excentrique d'un rap mélangé au chant rappelant le P-funk. La même année, il coécrit le titre Appetite for Destruction pour N.W.A. et contribue également aux albums d'autres rappeurs West Coast tels qu'Above the Law. Dans son second album, Funk Upon a Rhyme, publié en 1994, Kokane change complètement de style, incorporant de nombreux chants du registre G-funk. L'album atteint la 19e des Billboard Heatseekers et la 56e place des RnB Albums et ne fait pas de bonnes ventes. Deux ans plus tard, après la mort d'Eazy-E, il quitte Ruthless Records et devient indépendant.
Il réapparaît le 16 novembre 1999 avec un album publié chez Eureka Records, They Call Me Mr. Kane, mais le projet n'émerge pas de la scène underground,. Dans le même temps, il se fait remarquer sur le titre Some L.A. Niggaz extrait de l'album 2001 de Dr. Dre. Cette collaboration avec l'équipe du producteur lui permet d'entamer une bonne relation avec Snoop Dogg. Bien que Kokane se soit bien intégré dans la scène West Coast jusqu'au déclin du gangsta rap, il n'a jamais pu s'assurer le succès avant l'an 2000 et son rôle majeur dans l'album Tha Last Meal de Snoop Dogg. La même année, ce dernier le signe au label Dogghouse Records, apportant un élan prometteur à la carrière longtemps incertaine de Kokane. Il signe au label Koch Records en 2006, et forme un nouveau groupe appelé The Hood Mob, accompagné de Cricet et Contraband, avec lequel il publie l'album, The Hood Mob le 7 mars.
À la fin de 2012, Big Hutch annonce son premier album collaboratif avec Kokane. En 2014, un remix de son titre U Hear Me avec Kurupt et Joe Young est publié.

## Discographie

### Albums studio
- 1991 : Addictive Hip Hop Muzick (sous le nom de Who Am I?)
- 1994 : Funk Upon a Rhyme
- 1999 : They Call Me Mr. Kane
- 2003 : Dr. Jekyll and Mr. Kane (non publié)
- 2003 : Don't Bite the Funk Vol. 1 (Bootleg)
- 2005 : Mr. Kane, Pt. 2
- 2005 : Pain Killer'z
- 2006 : Back 2 tha Clap
- 2010 : Gimme All Mine
- 2011 : The Legend Continues
- 2014 : Shut da F Up and Cut da Checc

### Albums collaboratifs
- 2002 : Gangstarock (avec Gentry)
- 2006 : The Hood Mob (avec The Hood Mob)
- 2008 : Kokane and Raine N Lane (avec Raine N Lane)
- 2012 : The New Frontier (avec Traffik)

### Mixtapes
- 2012 : Dr Kokastien (présenté par DJ King Assassin)

## Filmographie
- 2001 : The Wash
- 2003 : Retour à la fac